# بيت كامينز
بيت كامينز (بالإنجليزية: Pete Cummins)‏ هو موسيقي أيرلندي، ولد في 1946 في دبلن في جمهورية أيرلندا.